# Баклаши
Баклаши́ (Окинино-Баклаши) — село в Шелеховском районе Иркутской области. Административный центр Баклашинского муниципального образования.

## География
Расположено на правом берегу реки Иркут, в 22 км к юго-западу от города Иркутска и в 4 км к северо-западу от города Шелехова. У восточной окраины села проходит западный Обход города Иркутска, связывающий автомагистрали «Сибирь» и «Байкал».

## История
Основано во второй половине XVII века как казачье сторожевое зимовье под названием Окининское (Акинино). Село получило добавление Баклаши в связи с тем, что население занималось изготовлением «баклуш» — берёзовых болванок для токарной выделки и, вплоть до 1960-х годов, носило двойное название Окинино-Баклаши.
8 апреля 1998 года решением Шелеховской Думы утверждено Баклашинское муниципальное образование, в состав которого вошли населённые пункты Баклаши, Введенщина, Пионерск.

## Население
| 2002 | 2010  | 2011  | 2012  | 2021  |
| ---- | ----- | ----- | ----- | ----- |
| 2306 | ↗3730 | ↗3734 | ↗4003 | ↗8869 |

## Люди, связанные с селом
Баклаши — родина дважды Героя Советского Союза, генерала армии А. П. Белобородова.